# La Torre de Tamúrcia
El poble de la Torre de Tamúrcia pertany a l'antic terme d'Espluga de Serra, agregat el 1970 al terme municipal de Tremp.
Entre 1812, a ran de l'aplicació de la Constitució de Cadis, i febrer del 1847, La Torre de Tamúrcia formà ajuntament, que desaparegué en fixar-se que el nombre de veïns (caps de família) havia de sobrepassar els 30, per mantenir la independència municipal. En aquell moment s'uní a Espluga de Serra, juntament amb Aulàs, Castellet, Casterner de les Olles, Llastarri i els Masos de Tamúrcia. L'antic ajuntament de la Torre de Tamúrcia incloïa el poble de Torogó, i en algun document també consten els Masos de Tamúrcia dins del seu terme jurisdiccional.
L'església de Sant Josep de la Torre de Tamúrcia tenia el caràcter de parroquial, i en depenia la dels Masos de Tamúrcia. Pertanyien a l'arxiprestat de Sopeira, del bisbat de Lleida. En algunes èpoques, però, va ser sufragània de la de Santa Maria d'Espluga de Serra.
Al nord-oest de la Torre de Tamúrcia, molt amunt del vessant sud de la Serra de sant Gervàs, hi ha l'ermita que dona nom a la serra. Sant Gervàs -o Girvàs, en la parla local- és una petita ermita pintada de blanc, d'una sola nau, que té tot al voltant seu restes de construccions antigues.

## Etimologia
Segons Joan Coromines (op.cit.), el topònim Tamúrcia procedeix, per dissimilació, del llatí turris muricinos, tot i que a través d'un camí d'evolució realment complex. L'expressió llatina significa muralletes de la torre, amb la qual cosa ens remet a un topònim emparentat amb una fortificació o castell. Per tant, el topònim la Torre de Tamúrcia no fa més que reblar el significat originari de Tamúrcia.

## Història
El 1787 la Torre de Tamúrcia és esmentada amb 38 habitants, i el 1831 consta, dins del Corregiment de Talarn, amb 20 habitants.
Fins al 1831, any d'extinció dels senyorius, la Torre de Tamúrcia pertangué als barons, després comtes, d'Erill.
El 1845 Pascual Madoz publica el seu Diccionario geográfico..., on hi ha un article que parla de la Torre de Tamúrcia. Situat en una muntanya a mercè de tots els vents, tenia un clima sa. Eren 8 cases i una església, amb una font a ran de poble. Dues masies completaven el terme: una de propietat del senyor del terme, i l'altra anomenada de Sallan. El terreny és muntanyós, aspre i trencat, amb molt de matoll. S'hi produeix blat, patates i hortalisses, i s'hi crien ovelles i cabres. La població estava formada per 6 veïns (caps de família) i 28 ànimes (habitants).
Vers 1900 són esmentats a la Torre de Tamúrcia 19 edificis, amb 72 habitants. El 1970 tenia 20 habitants, i 14 el 1981.
Al segle xvii, juntament amb Aulàs, formà part dels territoris dels comtes d'Erill (successors dels barons d'Erill, en haver ascendit en rang els antics barons al títol de comte. El 1831 consta sota el senyoriu de la família Torres.

## Activitat econòmica
La pobresa de la terra de tota la Terreta fa que l'activitat agrícola sigui poc diversificada. Pascual Madoz citava, el 1845 el blat, les patates i algunes hortalisses com a produccions locals, i especificava que el barranc anomenat d'Enllosa regava, amb el seu escàs cabal, alguns horts. De ramaderia, ovelles i cabres. També hi especifica que la terra és dura, aspra i trencada, amb molta part de matolls.

## Festes i tradicions
Antigament, el 19 de juny se celebrava l'aplec de sant Girvàs, amb un romiatge des dels pobles de la Terreta fins a l'ermita de sant Gervàs i sant Protàs que es troba enlairada en els vessants meridionals de la Serra de sant Gervàs. Aquest aplec esdevenia l'autèntica Festa Major de la Terreta.

## Llocs d'interès
- La Torre dels Voltors[2]